# Serinus koliensis
Serinus koliensis là một loài chim trong họ Fringillidae.